# Podospermum

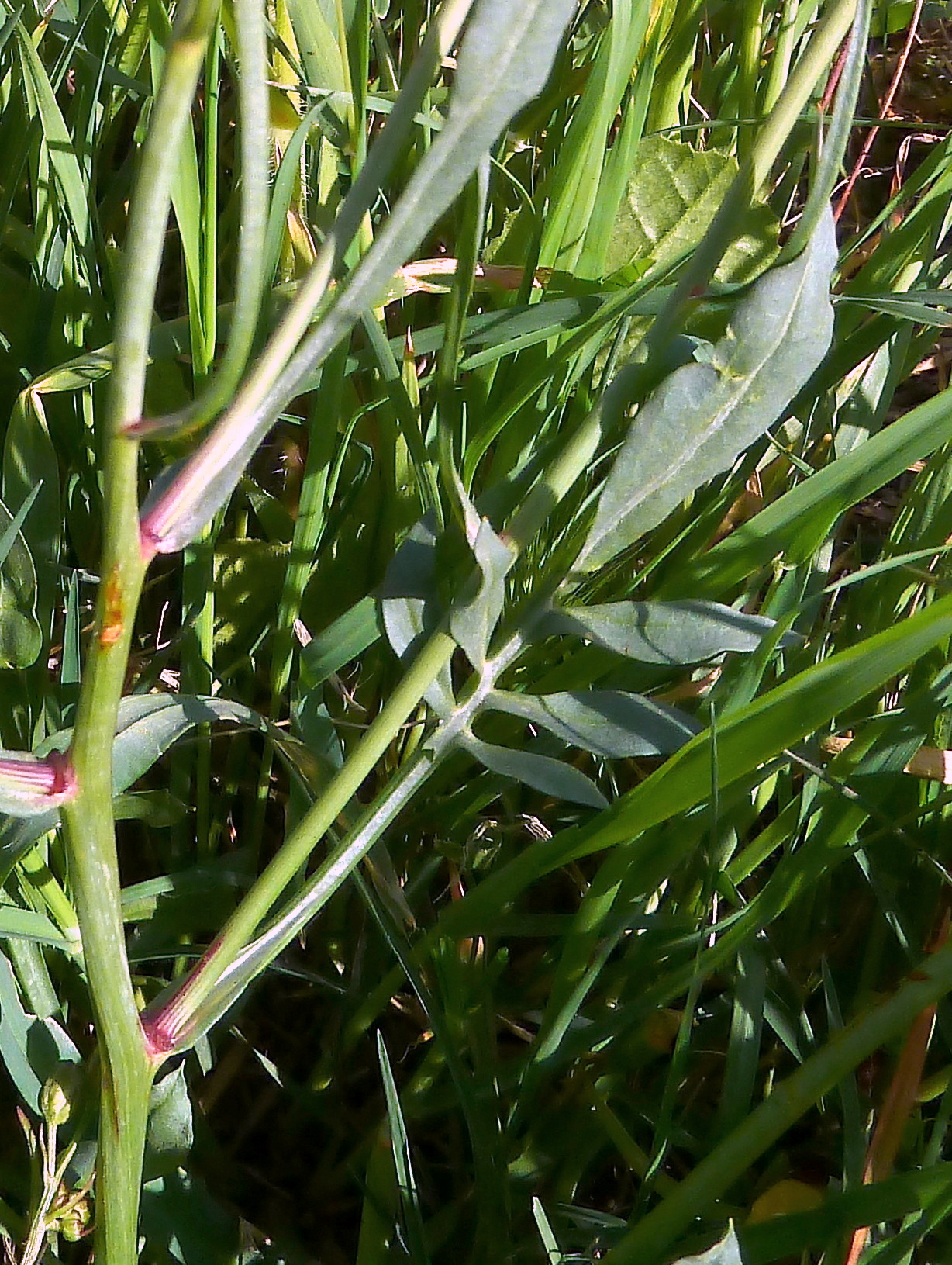
Un ejemplo de hoja pinnatipartida en P. laciniatum

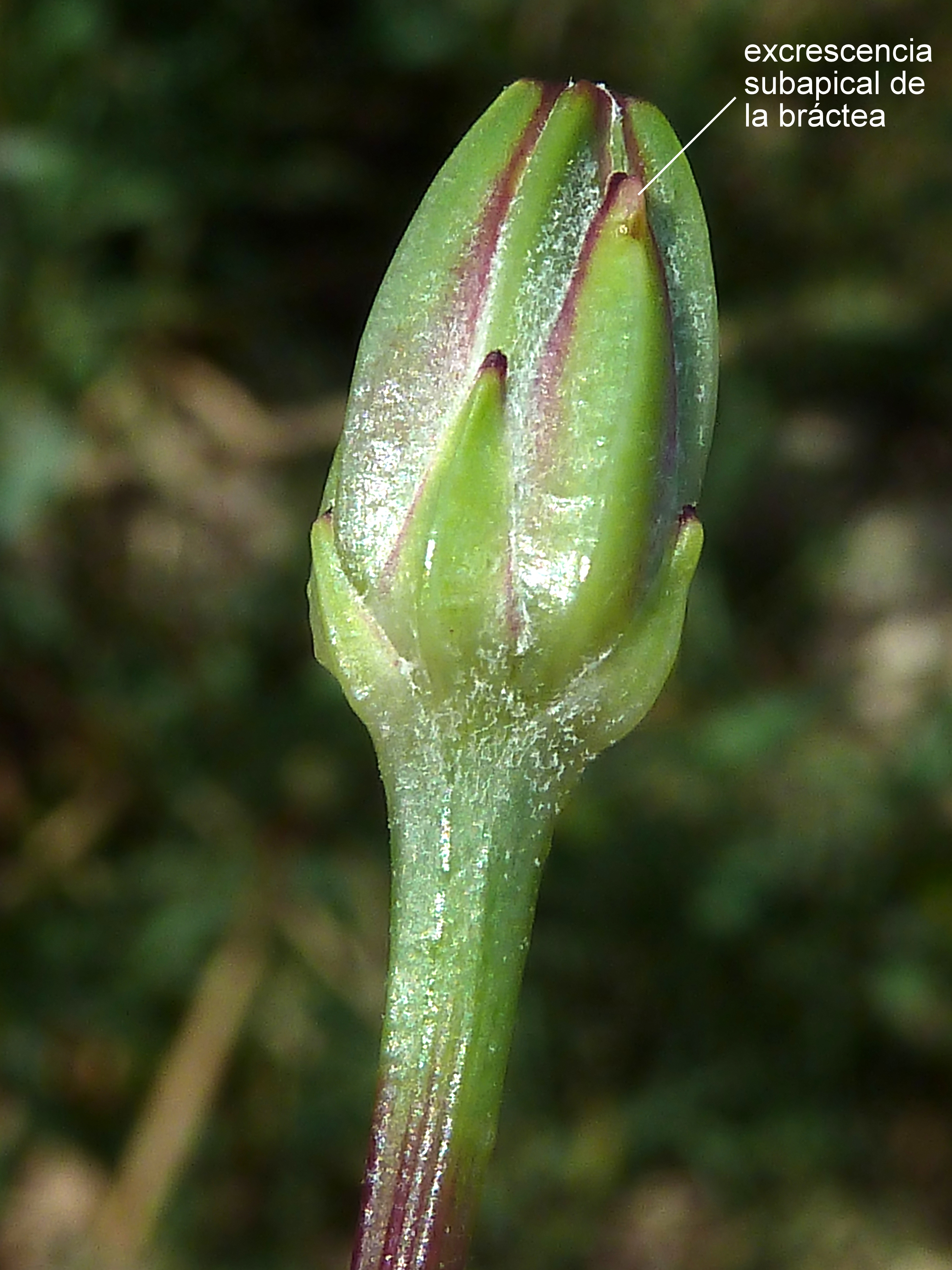
Capítulo en preantesis en P. laciniatum

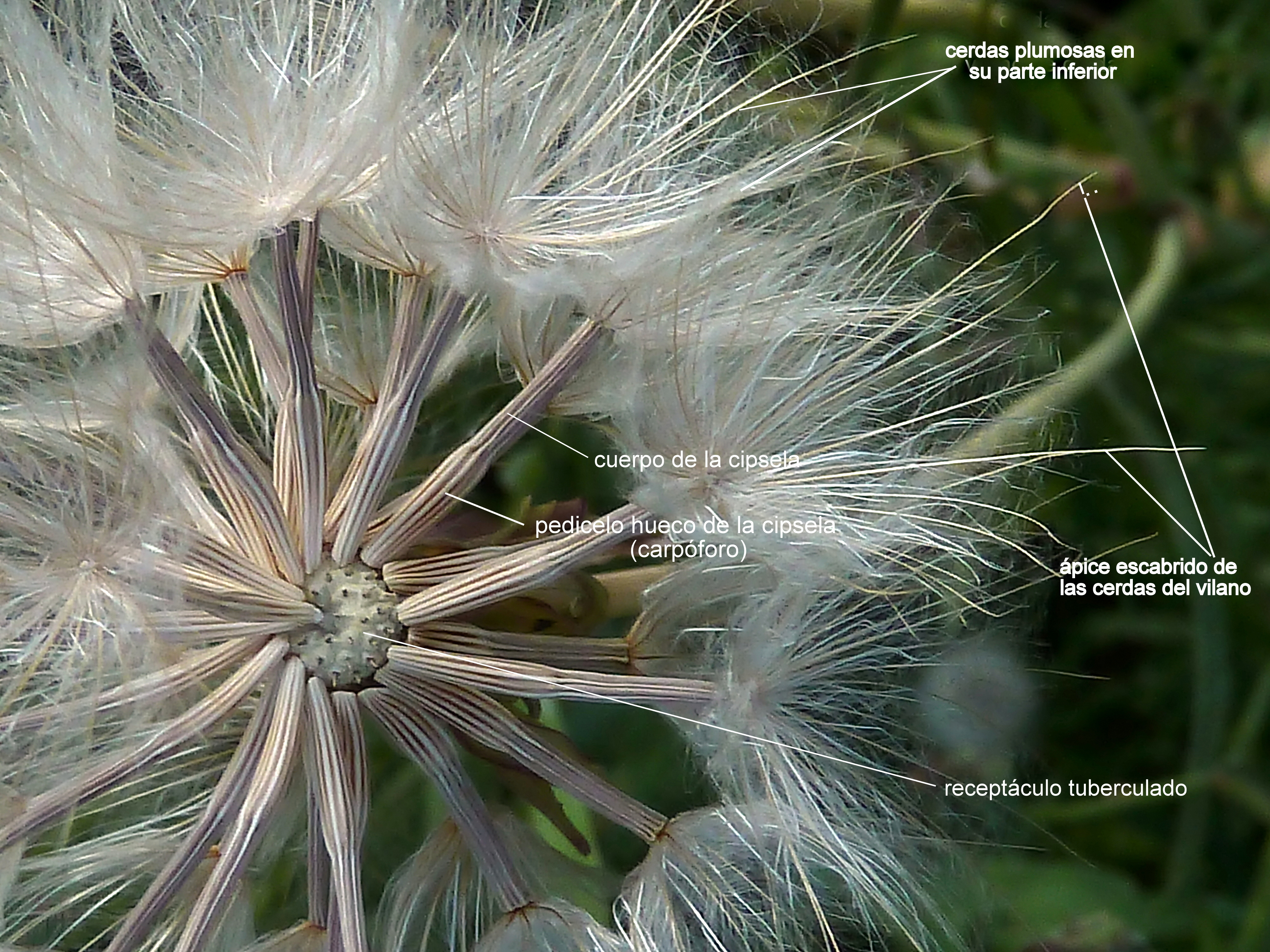
Ejemplo de cipsela de pedícelo hueco en P. laciniatum

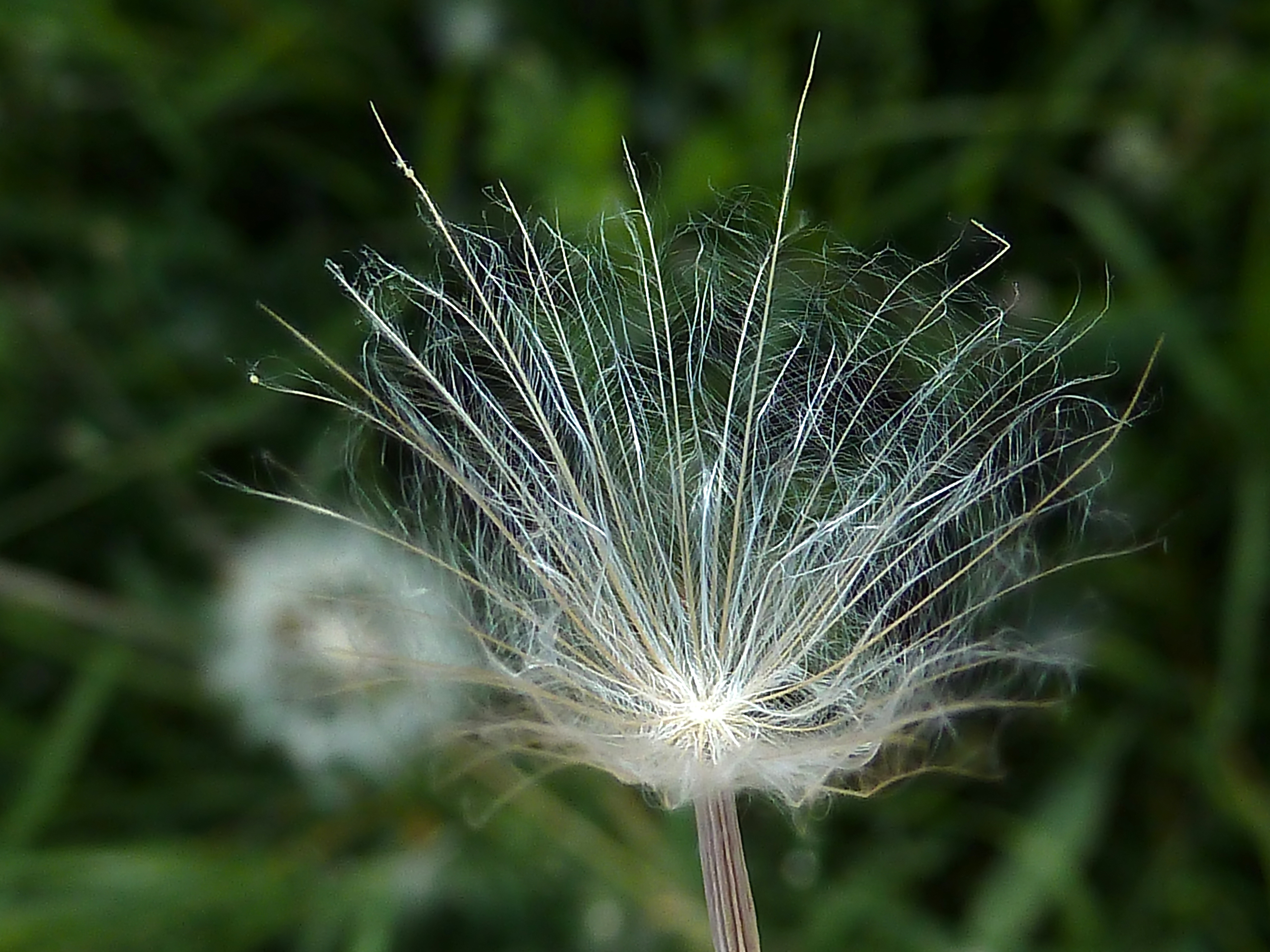
Ejemplo de vilano plumoso de una cipsela en P. laciniatum

Podospermum es un género de planta herbácea de la familia Asteraceae. Lo conforman unas 20 especies aceptadas de las más de 100 descritas.

## Descripción
Son plantas herbáceas anuales, bienales o perennes, frecuentemente con tallo hueco y roseta de hojas basales. Dichas hojas, subabrazadoras, son desde estrechamente lineales acintadas hasta pinnatipartidas. El involucro tiene sus brácteas, implantadas en distintas series, con frecuencia con una excrecencia subapical en forma de diente. Rodean un receptáculo tuberculado y sin páleas. Las flores, todas líguladas, son de color amarillo, rosado o violeta. Los frutos son cipselas con un pedicelo (carpóforo) más o menos largo (de milimétrico —por ejemplo en Podospermum alpigerum— hasta más de mediocentimétrico —por ejemplo en Podospermum laciniatum), cilíndrico y hueco, prolongado por un cuerpo también cilíndrico soportando apicalmente un vilano de cerdas plumosas en casi toda su longitud y escabridas en el ápice.

## Distribución geográfica
Es un género nativo de la Cuenca mediterránea hasta Rusia central y el Himalaya, con su máxima diversificación en Transcaucasia. Introducido en Australia y el Continente americano.
En España, solo está presente Podospermum laciniatum, esparcido por toda la península, las Islas Baleares y las Islas Canarias.

## Taxonomía
El género fue creado por Augustin Pyrame de Candolle y publicado en Jean-Baptiste de Lamarck Flore Française, Troisième Édition, vol. 4, 1ère Partie, p. 62, 1805. La especie tipo es Podospermum laciniatum, DC., 1805.
Etimología
- Podospermum: vocablo compuesto por el prefijo de origen griego πoδo, de πoύς, -δoς, pie, y σπερμα, -αtoς, semilla, o sea «semilla con pie», por la cipsela que tiene un notable pedicelo en su parte inferior.[9]

## Citología
Número básico de cromosomas: x=7.

## Especies aceptadas y sus distribuciones geográficas
- Podospermum alpigenum K.Koch - Desde Grecia hasta Transcaucasia.[5]
- Podospermum armeniacum Boiss. & A.Huet - Desde Turquía hasta Transcaucasia.[5]
- Podospermum canum C.A.Mey. - Desde Italia hasta Siberia.[5]
- Podospermum grigoraschvilii Sosn. - Desde Chechenia hasta Georgia.[5][13] En peligro de extinción.[13]
- Podospermum grossheimii (Lipsch. & Vassilcz.) Gemeinholzer & Greuter - Endemismo de Irán y Azerbaiyán.[13][5] En peligro crítico de extinción.[13]
- Podospermum idae Sosn. - Endemismo de Transcaucasia.[5][13] En peligro crítico de extinción.[13]
- Podospermum junceum Steud. - Citada del Monte Cara en «Arabia» por su autor, Ernst Gottlieb von Steudel, en 1841.[14]
- Podospermum kirpicznikovii (Lipsch.) Gemeinholzer & Greuter - Endemismo de Azerbaiyán.[5][6]
- Podospermum lachnostegium Woronow	- Desde Irán hasta Transcaucasia.[5]
- Podospermum laciniatum (L.) DC. - Desde la Cuenca mediterránea hasta Pakistán.[5][6]
- Podospermum lipschitzii Kuth. - Endemismo de Armenia.[5]
- Podospermum meshhedense Rech.f. - Endemismo de Irán y Afganistán.[5]
- Podospermum meyeri K.Koch - Desde Turquía hasta Transcaucasia.[5]
- Podospermum pedunculare Sieber ex Benth. - Citada, curiosamente y probablemente de manera errónea, de Australia.[15]
- Podospermum purpureum (L.) W.D.J.Koch & Ziz - Prácticamente toda Europa hasta Siberia y rl Cachemir.[5]
- Podospermum radicosum (Boiss.) Gemeinholzer & Greuter	- Desde Turquía hasta Irán.[5]
- Podospermum roseum (Waldst. & Kit.) Gemeinholzer & Greuter - Desde Italia hasta Crimea y Ucrania.[5]
- Podospermum schischkinii (Lipsch. & Vassilcz.) Gemeinholzer & Greuter	- Endemismo del Caucaso.[13] En peligro de extinción.[13]
- Podospermum scorzoneroides Turcz. ex DC. - Es posible que no sea una especie válida, pues en la misma fuente la dan por aceptada y al mismo tiempo como Nomen nudum. Según el autor de la especie, Nicolaus Turczaninow (1842 a 1856), podría ser un sinónimo de Scorzonera humilis subsp. brevifolia, que la cita de «China boreal».[16]
- Podospermum songoricum (Kar. & Kir.) Tzvelev[1] - Desde Irán hasta China septentrional, donde es la única especie presente.[5][4]